# Jacob de Wit

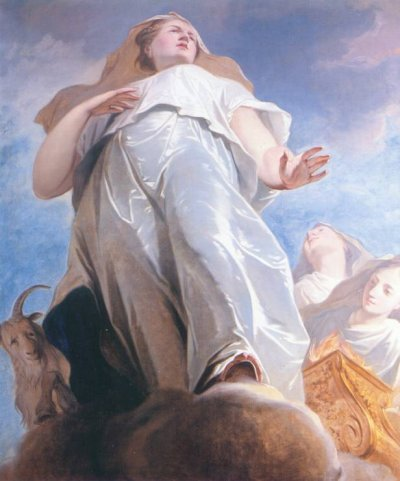
Plafondstuk, Herengracht 366, Amsterdam

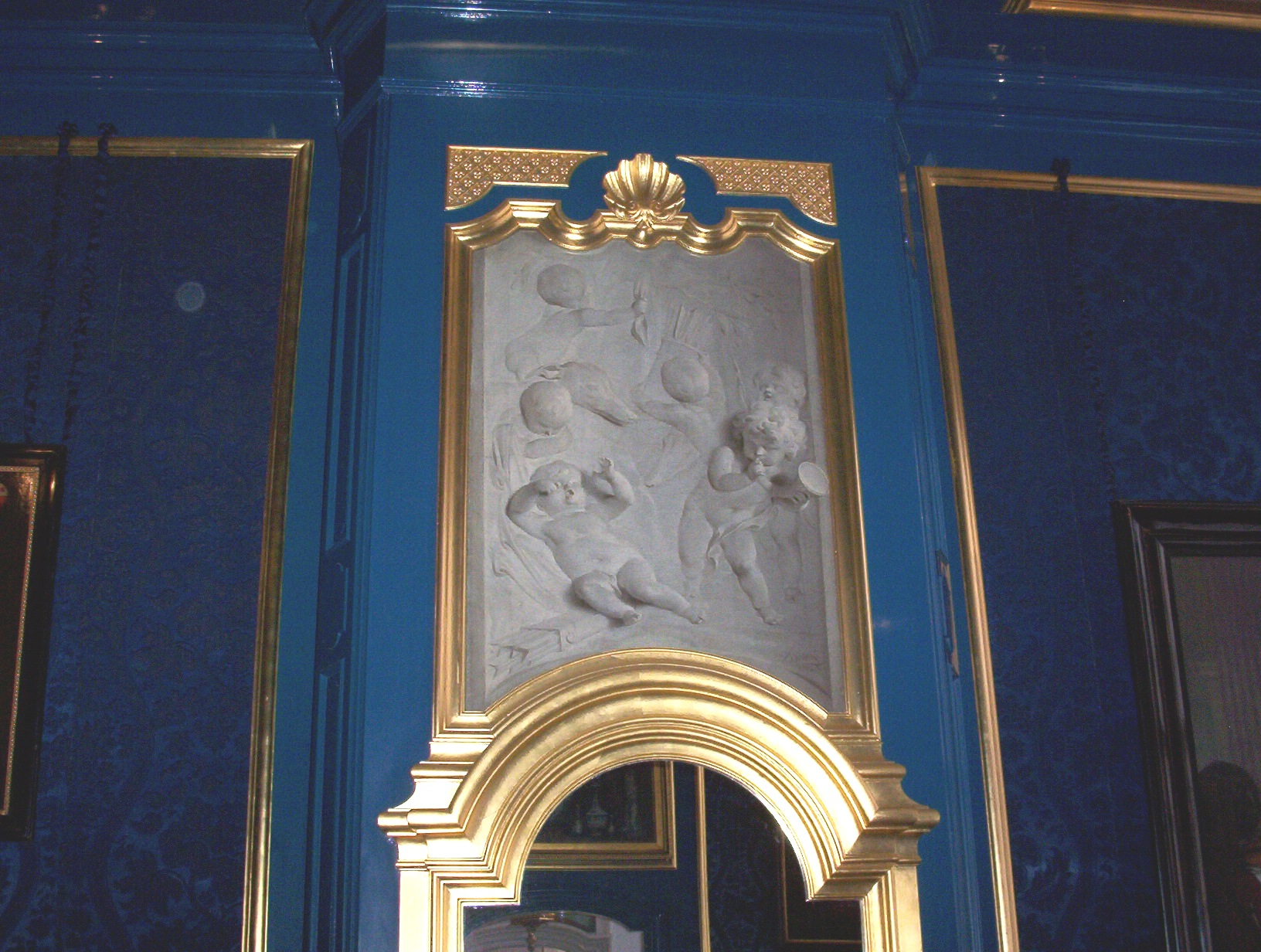
Grisaille, Huis Willet-Holthuysen, Amsterdam

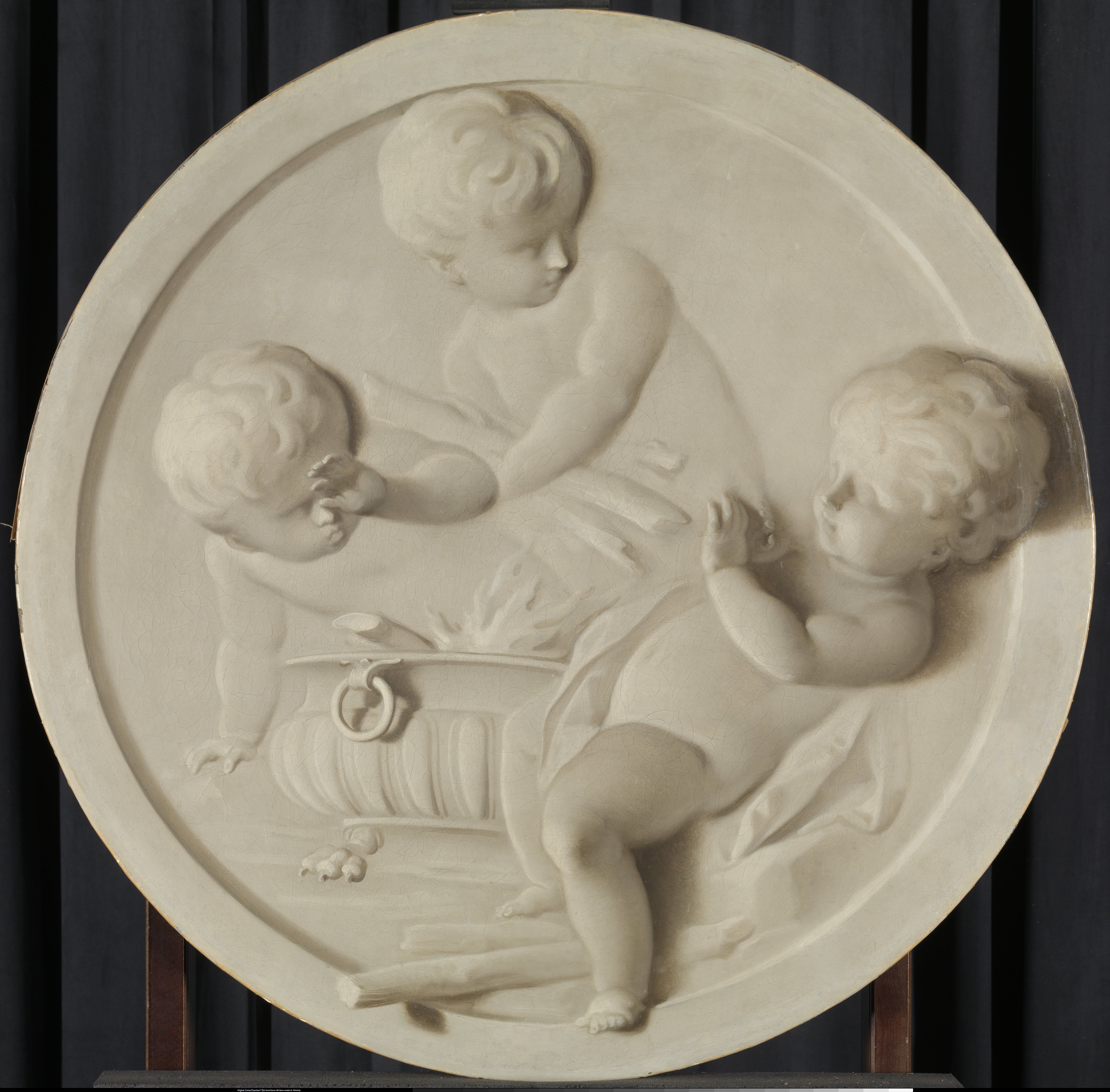
Grisaille, Rijksmuseum Amsterdam

Jacob de Wit (Amsterdam 19 december 1695 – aldaar, 12 november 1754) was een 18e-eeuwse Nederlandse kunstschilder die als decoratieschilder werkte in en rond Amsterdam. Hij is vooral bekend om zijn religieuze werk en de vele bovendeur-, schoorsteen- en plafondstukken die hij maakte voor de huizen aan de Heren- en Keizersgracht te Amsterdam en ook voor de buitenplaatsen van de desbetreffende eigenaren.

## Biografie
De Wit werd in 1695 te Amsterdam geboren. Op 19 december van dat jaar, werd hij gedoopt in de katholieke schuilkerk De Duif. Toen hij 13 jaar was, vertrok hij naar Antwerpen, waar hij lessen volgde aan de Schilder-Akademie. Hier werd hij een groot bewonderaar van de Vlaamse schilders Peter Paul Rubens en Antoon van Dyck.
Jacob de Wit keerde in 1715 terug in Amsterdam, waar hij al spoedig zijn eerste opdracht kreeg van Jacob Cromhout. In 1735 schilderde hij een ongewoon groot doek voor het Stadhuis op de Dam, Mozes ontvangt de zeventig ouderlingen.
De schilder werd in 1741 eigenaar van Keizersgracht 383 en 385, schuin achter het pand van het voormalige Bijbels Museum. Tot zijn overlijden in 1754 woonde en werkte hij op nummer 385. In het achterhuis was zijn atelier gevestigd.

## Schilderstijl
De Wit was katholiek en schilderde vooral religieuze taferelen; hij had een vlotte, virtuoze stijl, waarmee hij illusionistisch werk realiseerde in vele plafondstukken die hij in Amsterdamse grachtenpanden schilderde. De geschilderde figuren lijken vrij te zweven in de hemel of te zitten op een wolkenpartij. In het werk van Jacob de Wit zijn duidelijke invloeden van Rubens en Van Dijck te zien, maar ook van Gerard de Lairesse, zijn directe voorloper. De werken van Jacob de Wit behoren tot de rococo. Hij was bevriend met de verzamelaar Gerrit Braamcamp en Jacob Xavery was zijn leerling, en ook beschermheer.

## Jacob de Wit in musea
Van Jacob de Wit zijn diverse plafondstukken bewaard gebleven, in veel gevallen zelfs op de originele plaats. In de collectie van het Rijksmuseum is een plafondstuk van Jacob de Wit te zien, Apollo tronend op de wolken met Minerva en de negen muzen, afkomstig uit Keizersgracht 401 uit ca. 1730. Na een afwezigheid van meer dan een eeuw, hangt de plafondschildering sinds 2004 weer op zijn plek op Keizersgracht 401. Huis Marseille heeft het plafondstuk in bruikleen gekregen van het Koninklijk Oudheidkundig Genootschap (KOG) dat eind 19de eeuw in het bezit van de schildering was gekomen. 
In het Amsterdam Museum hangt het enige naakt dat van Jacob de Wit bekend is. Het paneel is afkomstig uit Nieuwe Herengracht 99 en in opdracht gemaakt voor de bibliotheek van Isaäc de Pinto.
Het Museum W in Weert heeft 19 schilderijen die Jacob de Wit maakte voor de Mozes en de Aaronstatie in Amsterdam in zijn collectie. Naast een profaan plafondstuk zijn twee wandschilderingen en diverse losse schilderijen met religieuze voorstellingen te zien. Verder een monumentaal groepsportret getiteld Het gouden kloosterjubileum van Aegidius de Glabais (1718), voorstellende de pastoor en drie kapelaans van de Mozes en Aaronstatie. Dit is zover bekend het enige groepsportret dat hij gemaakt heeft.

## Jacob de Wit in Amsterdam
Plafondstukken van Jacob de Wit in Amsterdamse grachtenhuizen zijn te vinden in:
- Herengracht 168: het interieur van dit pand bevat twee plafondstukken van Jacob de Wit, respectievelijk in de voor- en achterkamer: Eerbetoon aan Flora / Allegorie op de lente, 1729 (gesigneerd en gedateerd) en De Deugd bezoekt een Bacchusfeest, 1730. De beide kamers hebben bovendien geschilderde behangsels, in de voorkamer uit 1730 en in de achterkamer uit 1734, van de hand van Isaac de Moucheron (de landschappen) en van Jacob de Wit (de figuurtjes in de landschappen).
- Herengracht 170-172: in de voorkamer bevinden zich plafondschilderingen in vakken, waaronder een plafondstuk, Flora en Zephyr, uit 1735. Er bevinden zich bovendien twee bovendeurstukken uit 1735 (gesigneerd en gedateerd).
- Herengracht 366: twee kamers met plafondschilderingen. In de grote zaal bevinden zich in de vakken van het cassetteplafond tien doeken met mythologische voorstellingen en de dierenriem uit 1718 (gesigneerd en gedateerd). In de achterkamer is in 2000 een van de laatste plafondschilderingen van Jacob de Wit aangebracht, Apollo en de vier seizoenen uit 1750, afkomstig uit Herengracht 440.
- Herengracht 468: dit rijk gedecoreerde huis bevat achttien schilderingen van Jacob de Wit, waaronder twee plafondstukken, in de twee kamers aan de tuinzijde op de hoofdverdieping, Flora en Zephyr, 1746 en Bacchus en Ceres, 1747 (gesigneerd en gedateerd). De grote zaal aan de tuinzijde heeft behalve het genoemde plafondstuk uit 1746 putti boven de deuren en in de wanden tien grisailles of "witjes" met allegorische voorstellingen; in totaal zijn er in deze zaal veertien werken van De Wit.
- Herengracht 474: in het plafond van het trappenhuis is een plafondschildering met putti geplaatst, gesigneerd en gedateerd 1721, die oorspronkelijk afkomstig is uit een van de kamers van dit pand.
- Herengracht 475: in dit bijzonder rijk gedecoreerde huis bevindt zich in de linkerachterkamer een plafondstuk van Jacob de Wit, De ontvangst van Callisto / Diana keert terug van de jacht uit 1731 (gesigneerd en gedateerd).
- Herengracht 476: de rechterachterkamer heeft een groot plafondstuk Aurora en Diana / De Dageraad verdrijft de Nacht uit 1730. In de hoeken van het plafond zijn in de hoeken in "witjes" aangebracht die tezamen de vier seizoenen uitbeelden. Verder bevat het plafond nog twee medaillons, een portret van Diana en van Apollo. Bij een restauratie in 2000 werd ontdekt dat het plafond in 1904 is ingebracht.
- Herengracht 479: in de linkervoorkamer bevindt zich een groot plafondstuk van De Wit, De opneming van Callisto in de hemel uit 1731 (gesigneerd en gedateerd). In de hoeken van het plafond zijn vier hoekstukken in grisaille aangebracht die tezamen de vier seizoenen uitbeelden.
- Herengracht 605: de rechtervoorkamer van het Huis Willet-Holthuysen is ingericht als een 18e-eeuwse blauwe kamer met interieurelementen van elders. Het zolderstuk met goden in het luchtruim en "witjes" van Jacob de Wit uit 1744 is afkomstig uit het pand Herengracht 250.
- Herengracht 609: in de linkervoorkamer bevindt zich een groot plafondstuk en drie bovendeurstukken van Jacob de Wit uit 1740.
- Keizersgracht 401: in de tuinzaal van Huis Marseille, Museum voor Fotografie bevindt zich een groot plafondstuk, en toont Apollo tronend op de wolken omringd door Minerva en de negen muzen. In de hal ernaast is een draaischijf waarbij het plafondstuk gedraaid kan worden.
- Keizersgracht 604: in het hoofdvak van een plafond met drie grote en twee kleine vakken bevindt zich Apollo met musicerende muzen uit ca. 1730. Het bijbehorende schoorsteenstuk is in de oorlog geroofd.

## Jacob de Wit elders
- landgoed Bosbeek in Heemstede: Gerard Aarnout Hasselaer, burgemeester en raad van Amsterdam en sinds 1753 directeur van de Hollandse Maatschappij der Wetenschappen te Haarlem, liet het interieur van zijn buitenplaats verfraaien door Jacob de Wit. Een grote plafondschildering is nog in situ, de overige decoraties zijn verdwenen. Te bezichtigen op Open Monumentendag.
- Huis te Manpad in Heemstede]: Herenkamer, plafondstuk uit 1744 (zonder hoekstukken), afkomstig uit het pand Herengracht 609.
- Museum Catharijneconvent, Utrecht: onder andere grafiek en een aantal schilderijen, waaronder een plafondstuk uit 1741 dat vermoedelijk afkomstig is uit de schuilkerk Mozes en Aäron in Amsterdam.

## Galerij

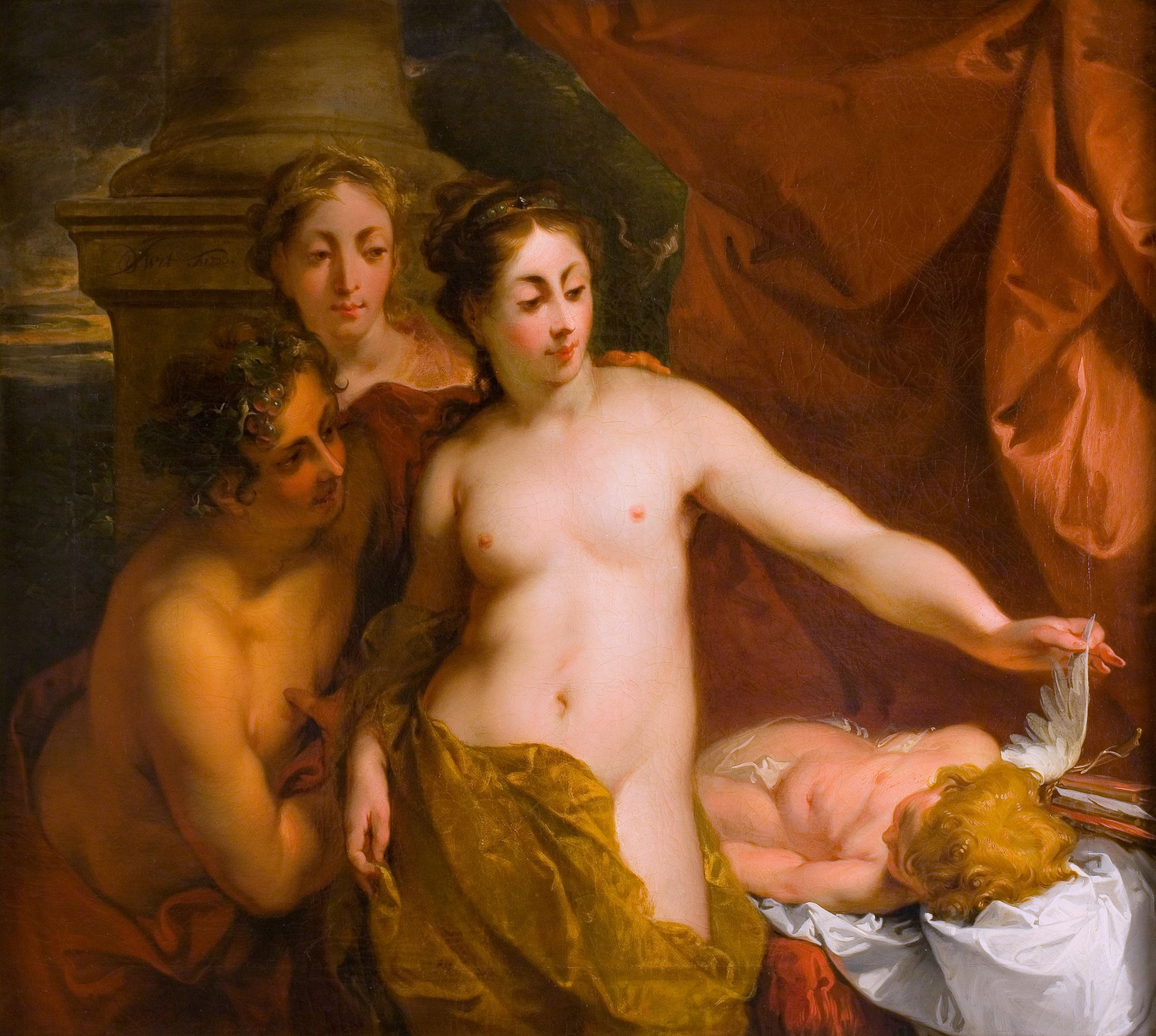
Venus, Bacchus en Ceres met slapende Amor, 1720
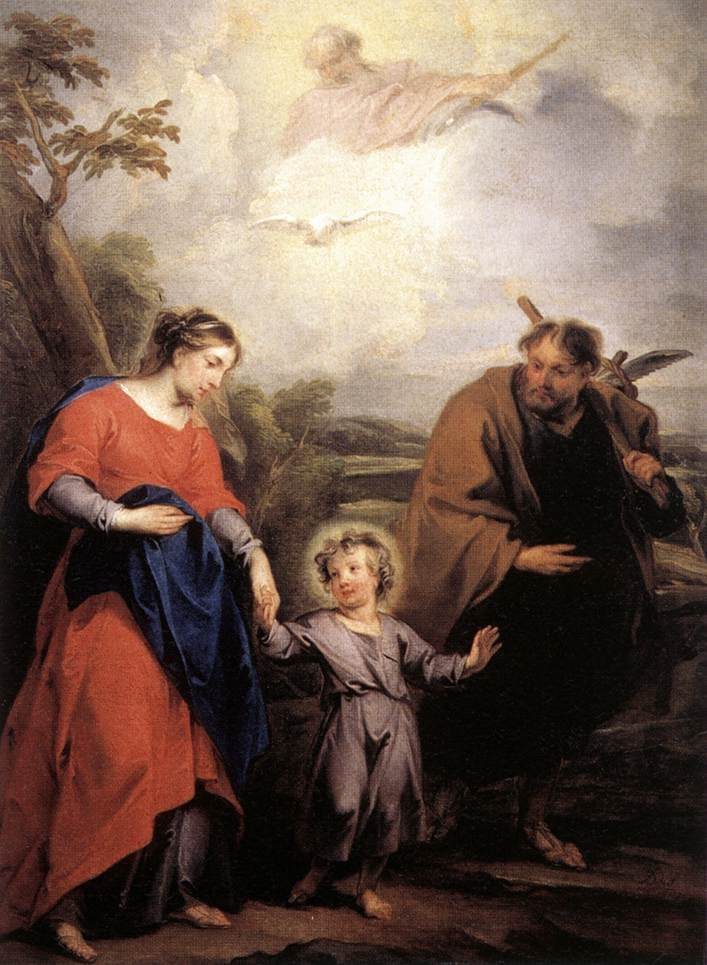
De terugkeer uit Egypte, 1726
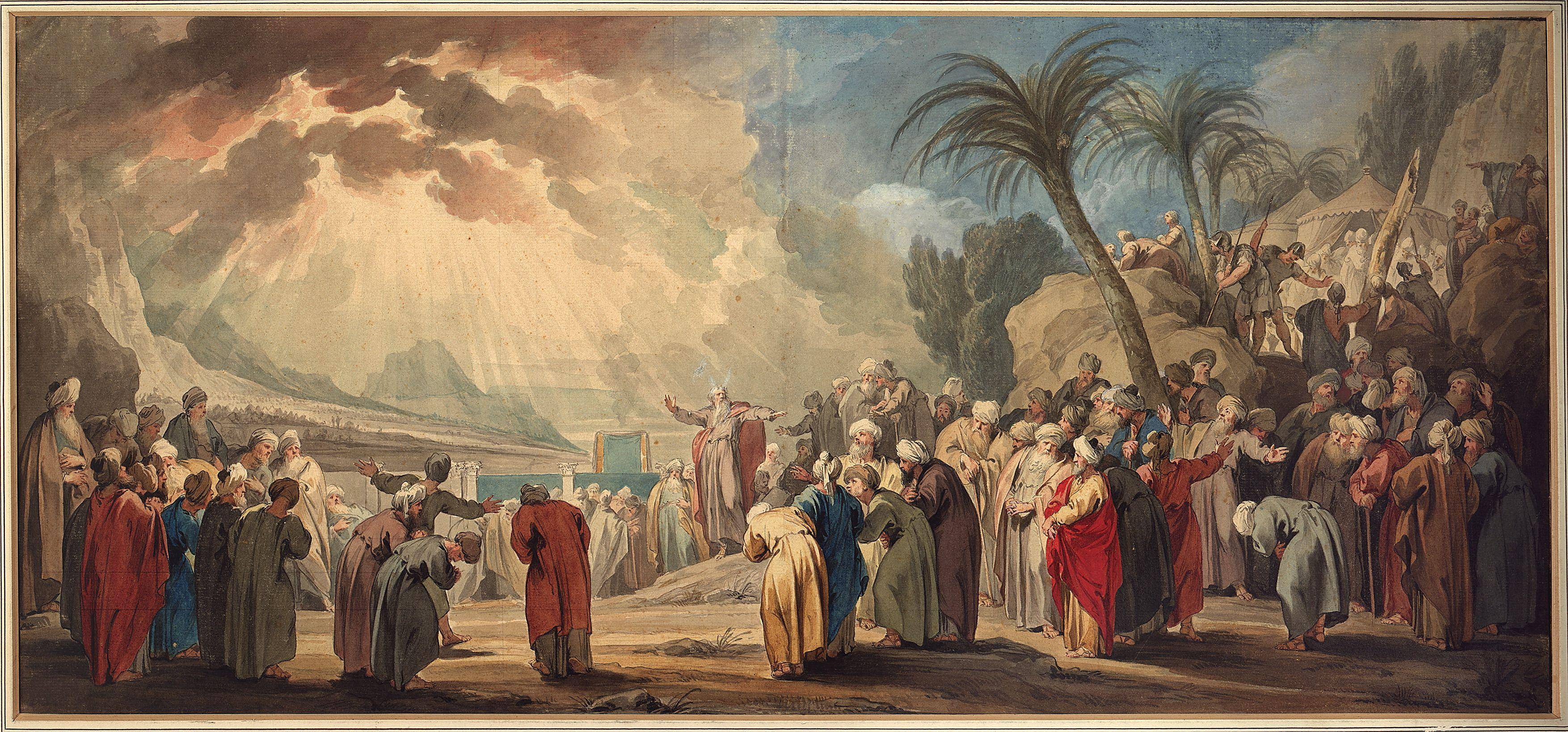
De verkiezing van de zeventig oudsten door Mozes, 1739, Penseel in kleur op papier, 306 × 672 mm
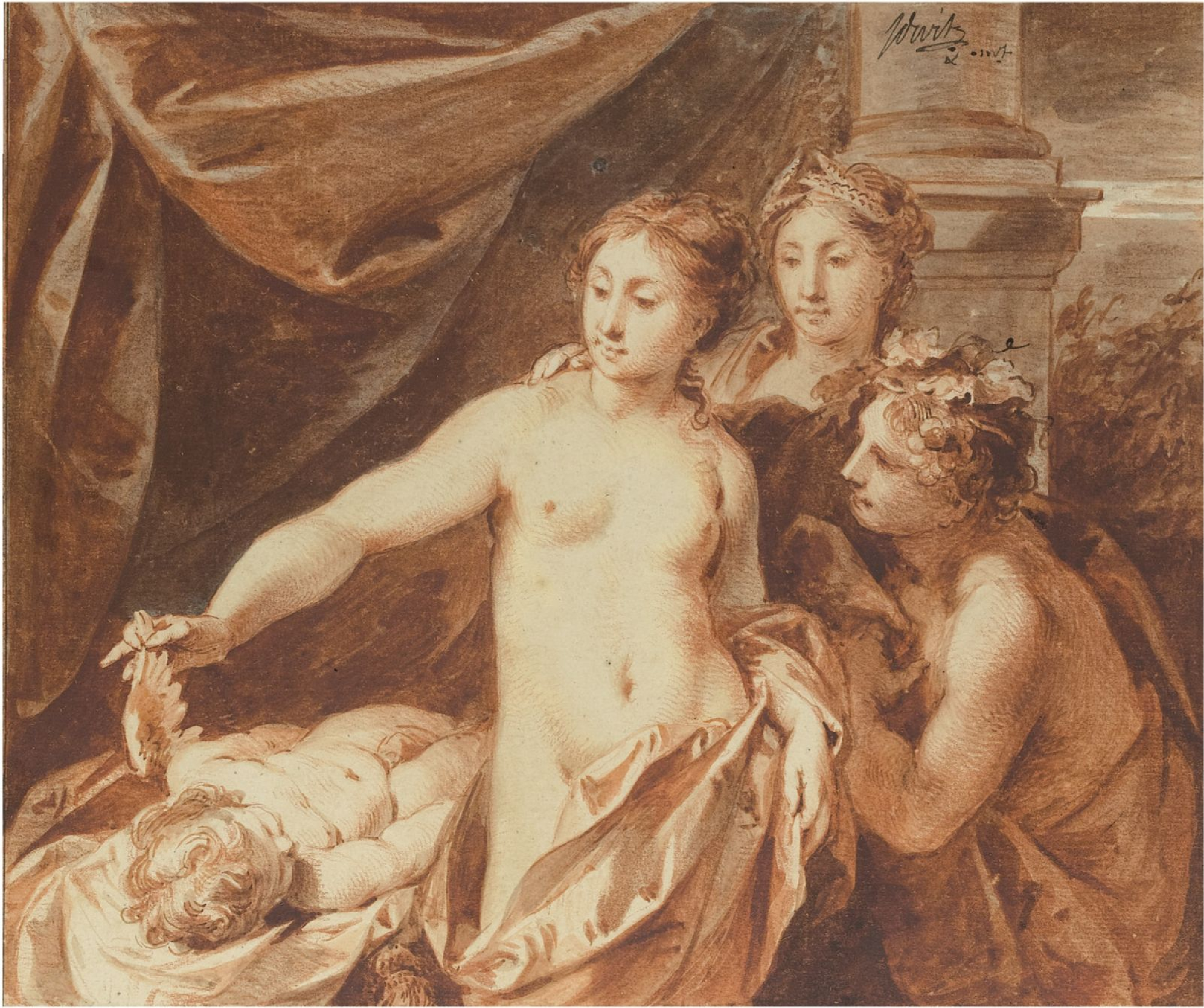
Venus, Bacchus en Ceres observeren de slapende Cupido
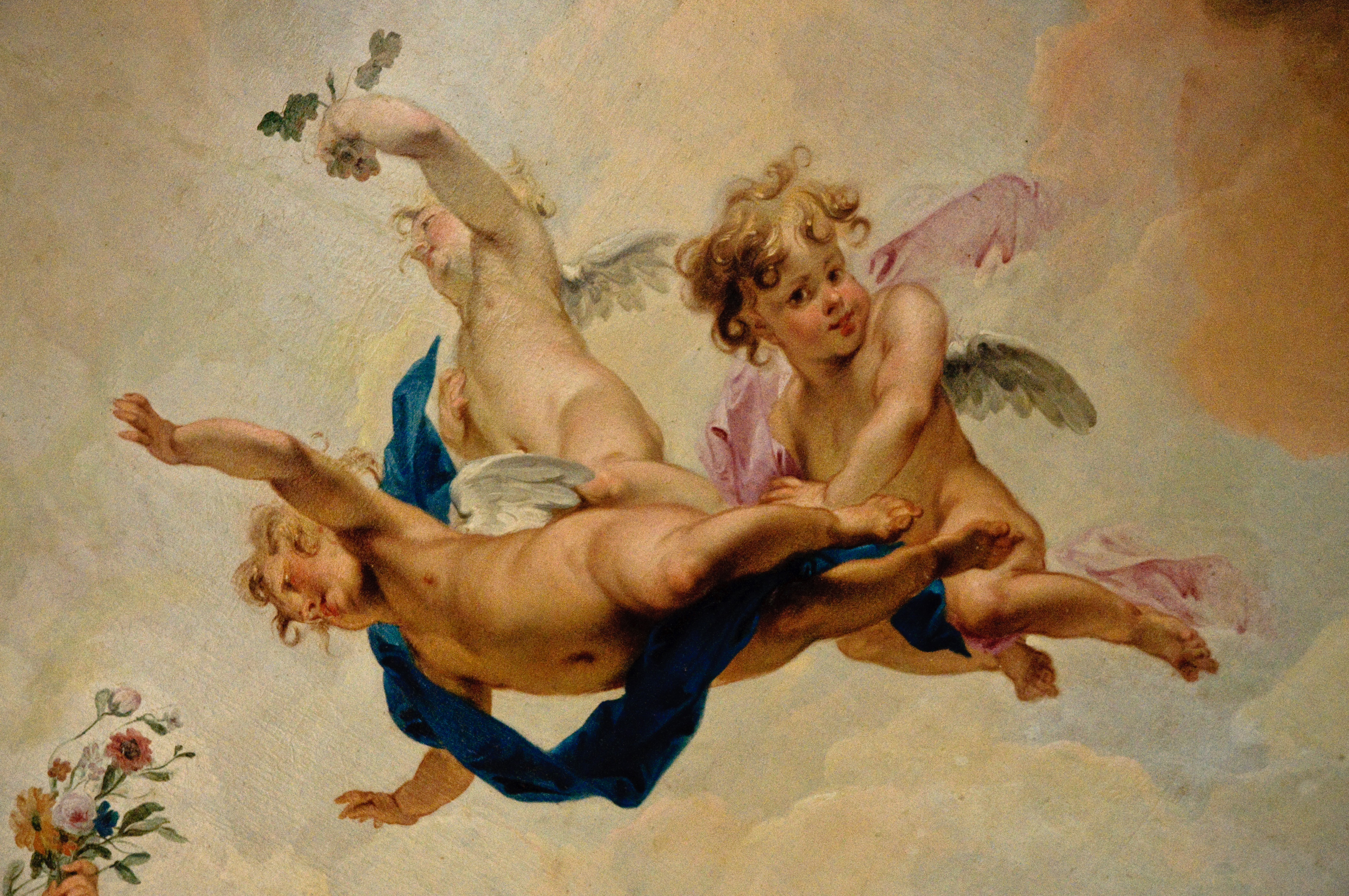
Goden in het luchtruim, Museum Boijmans Van Beuningen
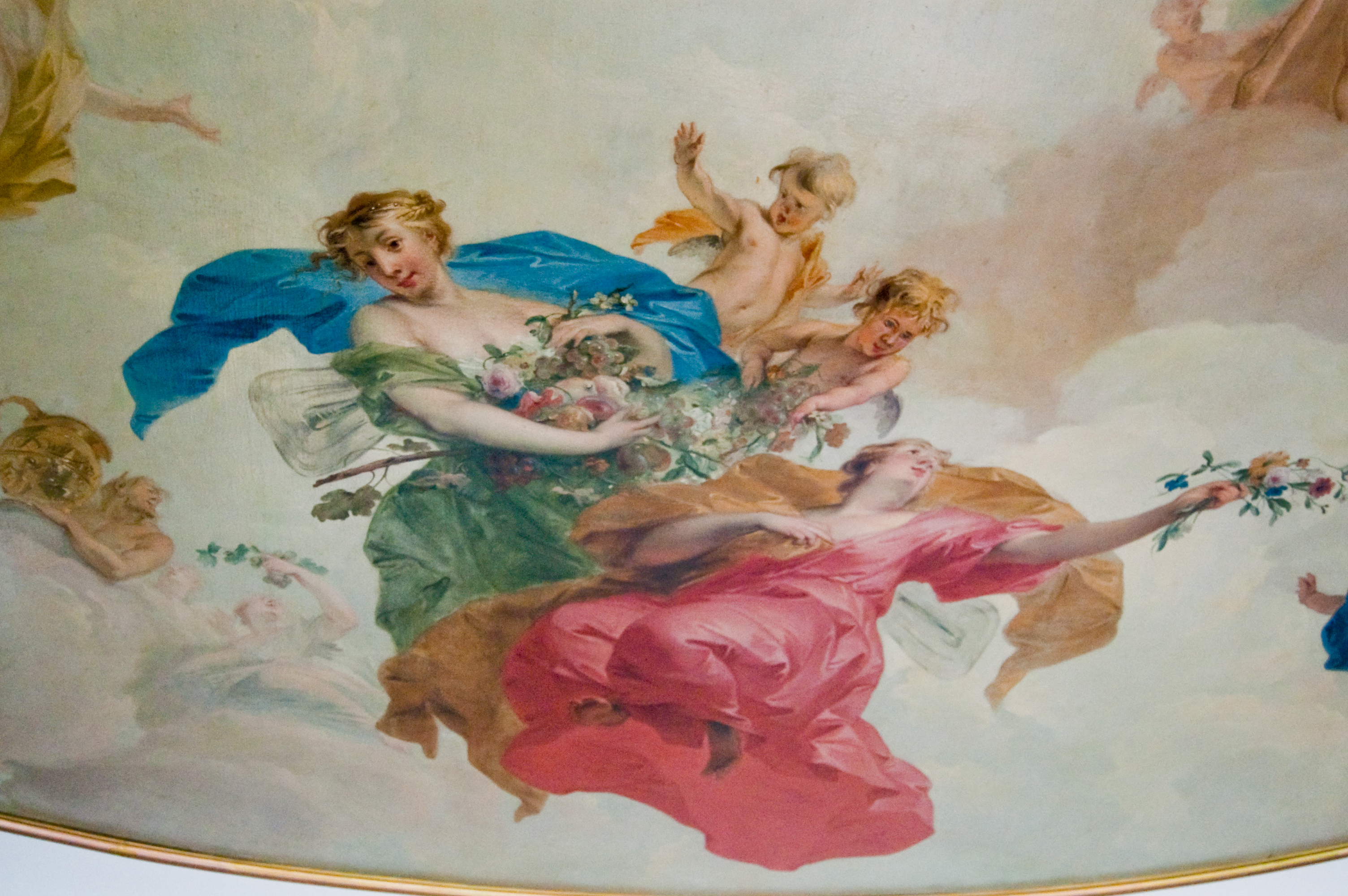
Goden in het luchtruim, Museum Boijmans Van Beuningen